# Stazione di Morimoto
La stazione di Morimoto (森本駅?, Morimoto-eki) è una stazione ferroviaria della città di Kanazawa, nella prefettura di Ishikawa della regione dell'Hokuriku in Giappone. La stazione si trova lungo la linea principale Hokuriku della JR West, ed è servita anche dai servizi della linea Nanao.

## Linee e servizi
West Japan Railway Company
■ Linea principale Hokuriku
■ Linea Nanao (servizi ferroviari)

## Struttura
La stazione di Morimoto è dotata di un marciapiede a isola e uno laterale, con tre binari totali, di cui quello centrale è utilizzato per entrambe le direzioni.
| 1-2 | ■ Linea principale Hokuriku               | per Kanazawa e Fukui                   |
| 2-3 | ■ Linea principale Hokuriku ■ Linea Nanao | per Toyama e Naoetsu per Hakui e Nanao |

## Servizi
La stazione dispone di:
- Biglietteria
- Sala d'attesa
- Sottopassaggio pedonale
- Bar
- Servizi igienici
- Bus
- Parcheggio di scambio

## Stazioni adiacenti
| «                                          | Servizio                  | »                         |
| Linea principale Hokuriku                  | Linea principale Hokuriku | Linea principale Hokuriku |
| Linea Nanao                                | Linea Nanao               | Linea Nanao               |
| ------------------------------------------ | ------------------------- | ------------------------- |
| Higashi-Kanazawa                           | Locale                    | Tsubata                   |
| Il rapido Kanazawa Holiday Liner non ferma |                           |                           |